# دیده‌بان‌فضا
| LINEAR NEAT Spacewatch LONEOS | نقشه‌برداری آسمانی کاتالینا Pan-STARRS کاوشگر نقشه‌بردار فروسرخ میدان وسیع other |

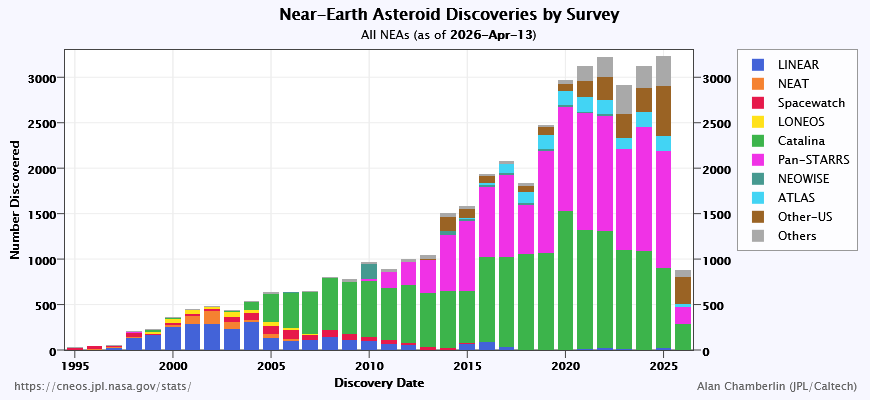
تعدادی از اجسام نزدیک زمین که توسط پروژه‌های مختلف شناسایی شده‌اند.

دیده‌بان‌فضا (به انگلیسی: Spacewatch) پروژه‌ای در دانشگاه آریزونا است که از سال ۲۰۱۱ توسط رابرت اس.مک‌میلان که متخصص مطالعهٔ ریزسیارهها است هدایت می‌شود. این پروژه که شامل مطالعه انواع مختلف سیارکها و دنباله‌دارها است در سال ۱۹۸۰ توسط تام گهرلز و مک‌میلان تأسیس شد.

## کشفیات قابل توجه
- که‌لیروئی[۳]
- سیارک ۵۱۴۵[۴]
- ۹۹۶۵ گنو[۵][۶]
- ۹۸۸۵ لینوکس[۷]
- ۹۸۸۲ استالمن[۸]
- ۹۷۹۳ توروالدز[۹]
- ۲۰۰۰۰ وارونا[۱۰]
- سیارک ۶۰۵۵۸[۱۱]
- ۱۹۹۸ کی‌وای۲۶[۱۲]

و ...